# إريك بيرين
إريك بيرين هو لاعب هوكي الجليد كندي، ولد في 1 نوفمبر 1975 في لافال في كندا.

## وصلات خارجية
- إريك بيرين على موقع دوري الهوكي الوطني (الإنجليزية)
- إريك بيرين على موقع دوري الهوكي للقارات (الإنجليزية)
- إريك بيرين على موقع EliteProspects.com (الإنجليزية)
- إريك بيرين على موقع Eurohockey.com (الإنجليزية)
- إريك بيرين على موقع HockeyDB.com (الإنجليزية)
- إريك بيرين على موقع Hockey-Reference.com (الإنجليزية)